# Weißhalssylphe

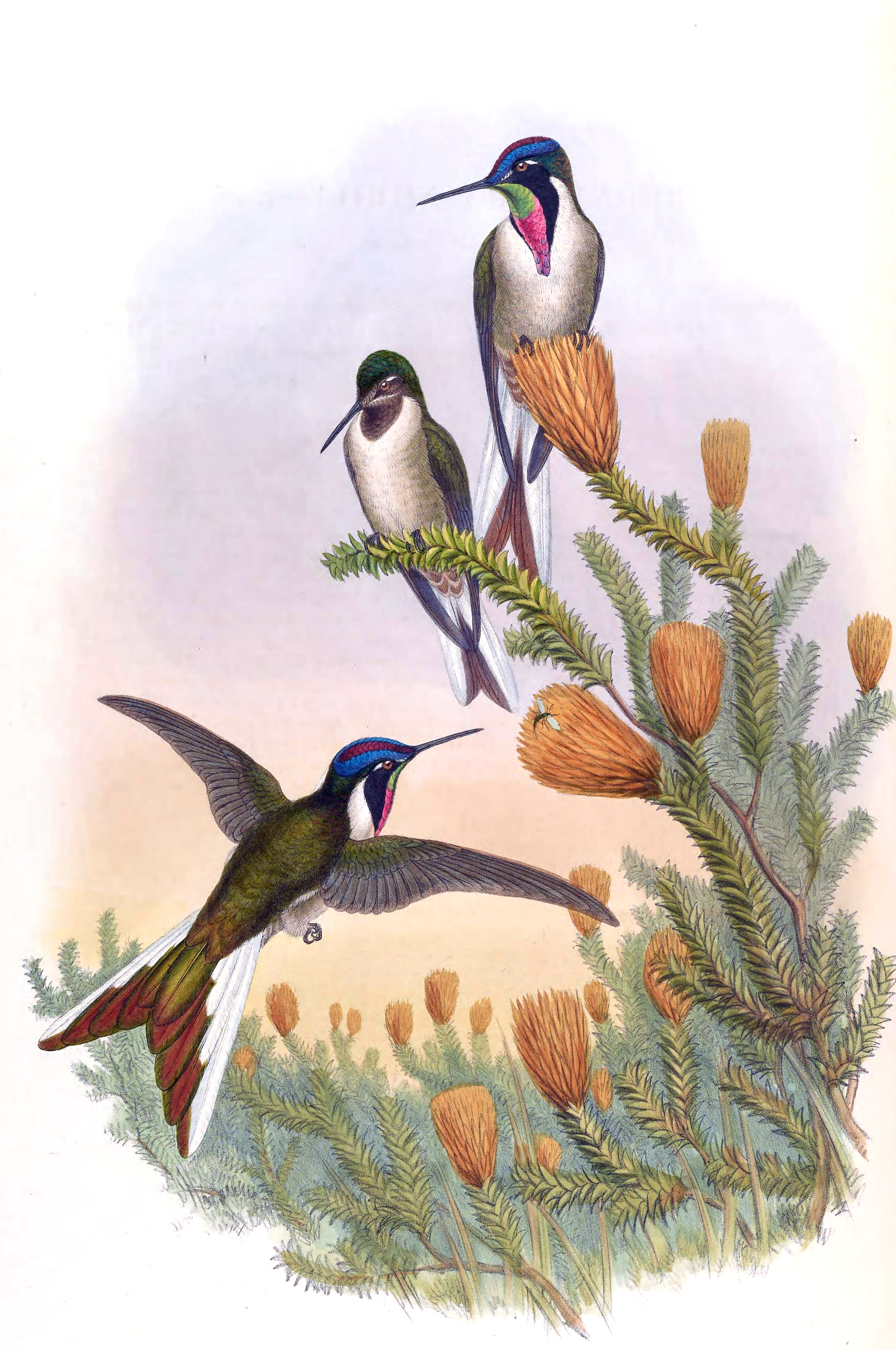
Weißhalssylphen, gemalt von John Gould

Die Weißhalssylphe (Oreonympha nobilis), auch Purpurscheitelsylphe oder Bergnymphe, ist eine Vogelart aus der Familie der Kolibris (Trochilidae). Die Art ist endemisch in Peru. Der Bestand wird von der IUCN als „nicht gefährdet“ (least concern) eingestuft.

## Merkmale
Die Weißhalssylphe erreicht eine Körperlänge von etwa 14 bis 17 cm, wobei der schwarze Schnabel ca. 22 mm ausmacht. Der stark gegabelte, ca. 8,5 cm lange Schwanz des Männchens ist bronzefarben mit weißen äußeren Steuerfedern und dunklen Rändern an den Innenfahnen. Die Färbung des Kopfes inklusive des äußeren Bereichs der Kehle ist bronzeschwarz. Die schwärzliche Kappe wird durch ein weißes Band getrennt, welches sich vom Nacken bis zur Brust zieht. Während die bronzefarbene Oberseite von kastanienfarbenen Flecken durchzogen ist, ist der mittlere Bereich der Unterseite nahezu weiß. Die Färbung der langen dünnen, bartgleichen Kehle geht von smaragdgrün im oberen Bereich nach unten in ein Violett mit blauen Flecken über. Der vordere Oberkopf und der Oberkopf sind violettblau, wobei dieser in der Mitte ins Violettschwarze übergeht. Der Oberkopf wird durch einen glänzenden blauen Strich gesäumt. Die Weibchen sind sehr ähnlich, haben aber nur einen kleinen Kehlbart, der aus weißen Schuppen besteht.
Bei männlichen Jungvögeln fällt der ca. 6,5 cm lange Schwanz etwas kürzer aus. Der Schnabel ist gelblich und die grüne Kappe wirkt stumpf. Der Oberkopf ist geschuppt. Dazu haben sie eine glanzlose erdfarbene Kehle. An Schnabel und Zügel ziert sie ein aus weißen Flecken bestehender Strich.

## Unterarten

Verbreitungsgebiet der Weißhalssylphe

Es wurden zwei Unterarten beschrieben, die sich in ihrer Färbung und ihrem Verbreitungsgebiet unterscheiden:
- Oreonympha nobilis nobilis (Gould, 1869) – die Nominatform kommt im Tal des Urubamba und um die Stadt Cusco sowie in Teilen des Tales des Río Apurímac in Höhen zwischen 2500 und 3800 Metern vor.[1]
- Oreonympha nobilis albolimbata Berlioz, 1938[3] – der vordere Oberkopf und der Oberkopf des Männchens sind blaugrün mit einem weißen Saum, der von grünen Sprenkeln durchsetzt ist.[2] Beim Weibchen gehen die Kehlschuppen zu einem Zügelstrich über, der sich bis zur Oberkopfseite zieht.[1] Diese Unterart ist von Cotaruse bis Mutca (im Distrikt Chalhuanca) am Río Chalhuanca sowie bei Yauli, Acoria und Lircay in der Region Huancavelica präsent.[1]

## Verhalten
Sobald andere Kolibris in der Nähe sind, verhalten sich Weißhalssylphen sehr gereizt und unterwürfig. Wenn sie auf den Ästen sitzen, stellen sie oft den Schwanz schräg nach oben. Ihre Nahrung beziehen sie von Kakteen, Agaven, Tabakpflanzen und Eukalypten. Dabei schwirren sie vertikal vor den Blüten und öffnen und schließen die Schwanzfedern. Gelegentlich klammern sie sich auch bei der Nektaraufnahme an die Blüten.

## Verbreitung und Lebensraum
Weißhalssylphen kommen in trockenen Andentälern, deren Hänge Buschvegetation aufweisen, vor sowie in offenen Wäldern. Diese Wälder bestehen gewöhnlich aus Pfefferbäumen (Schinus), Vertretern der Gattung Tecoma, die zu den Trompetenbaumgewächsen zählen, sowie Melonenbäumen. Zusätzlich kann man sie in gemischten Polylepis/Escallonia-Wäldern mit dichtem dornigem Gebüsch beobachten. Gelegentlich findet man sie auch in Anbaugebieten mit Eukalyptus. Sehr oft kann man sie an alleinstehenden Felsen entdecken.

## Fortpflanzung
Es wird vermutet, dass Weißhalssylphen in Höhlen und Felsspalten brüten. Die Jungvögel schlüpfen in der Zeit von Januar bis Dezember.

## Lautäußerungen
Der Ruf klingt wie eine absteigende piepsige Serie, der ein kräftiges Zwitschern folgt. Dieses klingt wie Swee swee chew-chew-chew. Gelegentlich geben sie auch ein nüchternes Dzzrt von sich.

## Etymologie und Forschungsgeschichte
Der Naturaliensammler Henry Whitely erlegte das Typusexemplar, welches John Gould für seine Erstbeschreibung verwendete, in Tinta. Die Art gilt als monotypisch. Neueste Mitochondriale-DNA-Analysen zeigen einen nahen Verwandtschaftsgrad zum Grünbart-Helmkolibri (Oxypogon guerinii) und zum Kastanienkappen-Glanzschwänzchen (Chalcostigma ruficeps). Da das Kastanienkappen-Glanzschwänzchen nicht mehr in die Gattung Chalcostigma passt, könnte es in der Zukunft zu einer Umgruppierung kommen. Der Begriff Oreonympha leitet sich aus den griechischen Wörtern ὄρος, ὄρεος óros, óreos für „Berg“ und νύμφη nýmphē für „Nymphe, junge Schönheit“ ab. Das Artepitheton noblis kommt aus dem Lateinischen und bedeutet „herrlich, bewundernswert, berühmt“. Das Wort albolimbata ist ebenfalls lateinischen Ursprungs und setzt sich aus albus für „weiß“ und limbatus für „gesäumt, eingefasst“ zusammen.